# Mened
 Denne artikel bør gennemlæses af en person med fagkendskab for at sikre den faglige korrekthed.

Mened er et fællesgermansk ord, som betyder "skade-ed". Begrebet har rod i den oprindelige, germanske retsopfattelse, hvor et nøje fastsat antal vidner svor på anklagedes troværdighed. En mened var da en ed, der skadede anklagede.[kilde mangler]
I moderne retspraksis betyder mened derimod alle slags falsk vidnesbyrd. Da retsplejen i høj grad er baseret på vidners troværdighed, straffes falsk vidnesbyrd – mened – meget hårdt. Af samme grund kan nært beslægtede ikke tvinges til at vidne mod hinanden, ligesom en anklaget ikke kan pålægges at vidne.

## Reference
1. ↑  mened på ordnet.dk
2. ↑  mened på lex.dk